# Miguel Ángel Gamboa
Miguel Ángel Luis Gamboa Pedemonte (Santiago, 1951. június 21. – ) chilei válogatott labdarúgó.

## Pályafutása

### Klubcsapatban
1970 és 1972 között az Audax Italiano játékosa volt. 1973-ban a Lota Schwager csapatát erősítette. 1974 és 1975 között a Colo-Colóban szerepelt. 1976-ban Mexikóba szerződött a Tecos együtteséhez, ahol két évet töltött. 1978 és 1980 között a Club Américát erősítette. 1981-ben az Universidad Chile igazolta le. 1982 és 1985 között ismét Mexikóban játszott a Deportivo Nezában. 

### A válogatottban
1974 és 1983 között 18 alkalommal szerepelt a chilei válogatottban és 6 gólt szerzett. Részt vett az 1975-ös Copa Américán, illetve az 1982-es világbajnokságon, ahol az Ausztria elleni mérkőzésen csereként, az NSZK elleni találkozón kezdőként lépett pályára. Algéria ellen nem kapott lehetőséget.